# Gino Malvestio
Gino Malvestio (Noale, 14 gennaio 1938 – Treviso, 7 settembre 1997) è stato un vescovo cattolico e missionario italiano.

## Biografia
Gino Malvestio nacque a Briana, una frazione di Noale, il 14 gennaio 1938 in una famiglia contadina. In seguito la famiglia si trasferì a Sambughè, nel comune di Preganziol.

### Formazione e ministero sacerdotale
Entrò nel Pontificio istituto missioni estere e studiò filosofia a Monza e teologia a Milano.
Il 26 giugno 1965 fu ordinato presbitero. Venne quindi inviato come missionario nell'allora prelatura territoriale di Parintins, guidata da monsignor Arcângelo Cerqua, e divenne rettore del seminario. Nel 1972 venne nominato rettore del seminario minore che il suo ordine all'epoca aveva a Sotto il Monte, presso la casa natale di papa Giovanni XXIII. Nel 1982 ritornò in Brasile per assumere l'ufficio di direttore spirituale del seminario arcidiocesano di Manaus. Nel 1989 divenne parroco della parrocchia di San Giuseppe Lavoratore a Parintins e nel 1990 monsignor Giovanni Risatti lo nominò vicario generale.

### Ministero episcopale
Il 9 marzo 1994 papa Giovanni Paolo II lo nominò vescovo di Parintins. Ricevette l'ordinazione episcopale il 14 maggio successivo dall'arcivescovo Alfio Rapisarda, nunzio apostolico in Brasile, co-consacranti l'arcivescovo metropolita di Manaus Luiz Soares Vieira e il vescovo di Macapá Giovanni Risatti.
Basò la sua pastorale sulla costante ricerca del dialogo con le altre religioni e sulla costante preoccupazione per l'uomo, creato a immagine e somiglianza di Dio. Incoraggiò numerose attività pastorali e movimenti, lavorò per rafforzare la famiglia e convocò due assemblee diocesane. Cercava di stare con la gente e, con un atteggiamento sorprendente per l'epoca, visitò le carceri di Caprichoso e Garantido. Era un uomo affabile, con una voce dolce e gesti tranquilli. Gli piacevano i bambini, i giovani e aveva un immenso amore per la campagna.
Il suo episcopato fu però molto breve. Nel luglio del 1997, subito dopo i festeggiamenti in onore di Nostra Signora del Monte Carmelo, patrona della diocesi, che presiedette con grande fatica, si recò in Italia per sottoporsi a cure sanitarie. Colse l'occasione per visitare parenti e amici italiani che avevano collaborato con la diocesi di Parintins. Aveva in programma anche un incontro in Svizzera con i vescovi partecipanti al Movimento dei focolari, di cui era membro. Il peggioramento della situazione sanitaria però non lo permise. Fu ricoverato all'Ospedale "Ca' Foncello" di Treviso dove i medici gli diagnosticarono un cancro alla vescica che si era già diffuso in altri organi. Il 7 agosto subì un intervento chirurgico. Le sue condizioni peggiorarono rapidamente. Papa Giovanni Paolo II, tramite il cardinale Segretario di Stato Angelo Sodano, gli inviò un messaggio di vicinanza. Il 27 agosto, l'allora parroco di Maués, padre Mario Pasqualotto, si recò a Treviso, a nome della diocesi di Parintins e dei sacerdoti del PIME che operavano in Amazzonia, per monitorare da vicino il ricovero di monsignor Malvestio. Trovò il vescovo con le sue forze fisiche ormai in diminuzione, ma egli, di tanto in tanto, riuscì ad esprimergli un lieve sorriso.
Morì alle 9:12 del 7 settembre 1997 all'età di 59 anni. Dopo le esequie, la salma venne tumulata nella cappella dei sacerdoti del cimitero comunale di Sambughè.

## Genealogia episcopale
La genealogia episcopale è:
- Cardinale Scipione Rebiba
- Cardinale Giulio Antonio Santori
- Cardinale Girolamo Bernerio, O.P.
- Arcivescovo Galeazzo Sanvitale
- Cardinale Ludovico Ludovisi
- Cardinale Luigi Caetani
- Cardinale Ulderico Carpegna
- Cardinale Paluzzo Paluzzi Altieri degli Albertoni
- Papa Benedetto XIII
- Papa Benedetto XIV
- Papa Clemente XIII
- Cardinale Enrico Benedetto Stuart
- Papa Leone XII
- Cardinale Chiarissimo Falconieri Mellini
- Cardinale Camillo Di Pietro
- Cardinale Mieczysław Halka Ledóchowski
- Cardinale Jan Maurycy Paweł Puzyna de Kosielsko
- Arcivescovo Józef Bilczewski
- Arcivescovo Bolesław Twardowski
- Arcivescovo Eugeniusz Baziak
- Papa Giovanni Paolo II
- Arcivescovo Alfio Rapisarda
- Vescovo Gino Malvestio, P.I.M.E.